# Kostel svatého Matouše (Dolany)
Kostel svatého Matouše se nalézá na východním okraji obce Dolany v okrese Jičín. Rokokový kostel svatého Matouše je filiálním kostelem ve farnosti při arciděkanství Jičín, bohoslužby se v něm však dlouho nekonají a samotný kostel je v havarijním stavu. Kostel je chráněn jako kulturní památka ČR. Národní památkový ústav tento kostel uvádí v katalogu památek pod rejstříkovým číslem ÚSKP 10184/6-5798. Pozemek s kostelem patří spolku Omnium z Broumova; spolek převzal v roce 2018 pozemek s kostelem od církve, aby jej mohl opravit.

## Historie kostela
Současný kostel je rokoková stavba pocházející z roku 1763, kdy nahradila původní starší kapli sv. Isidora.

## Popis kostela
Kostel je jednolodní obdélná stavba s oblými rohy a půlkruhově uzavřeným presbytářem s hranolovou věží uprostřed západního průčelí. Loď i presbytář jsou uzavřeny zrcadlovým stropem. Rokokový hlavní oltář z roku 1768 pochází patrně z dílny kosmonoských Jelínků, oltářní obraz je dílem Josefa Hellicha. Pravý boční oltář svatého Isidora pochází z vybavení původní kaple a je z roku 1724. Kostel i jeho vnitřní vybavení je v roce 2019 v havarijním stavu.
Kostel je ohrazen zdí již nepoužívaného hřbitova.

## Galerie

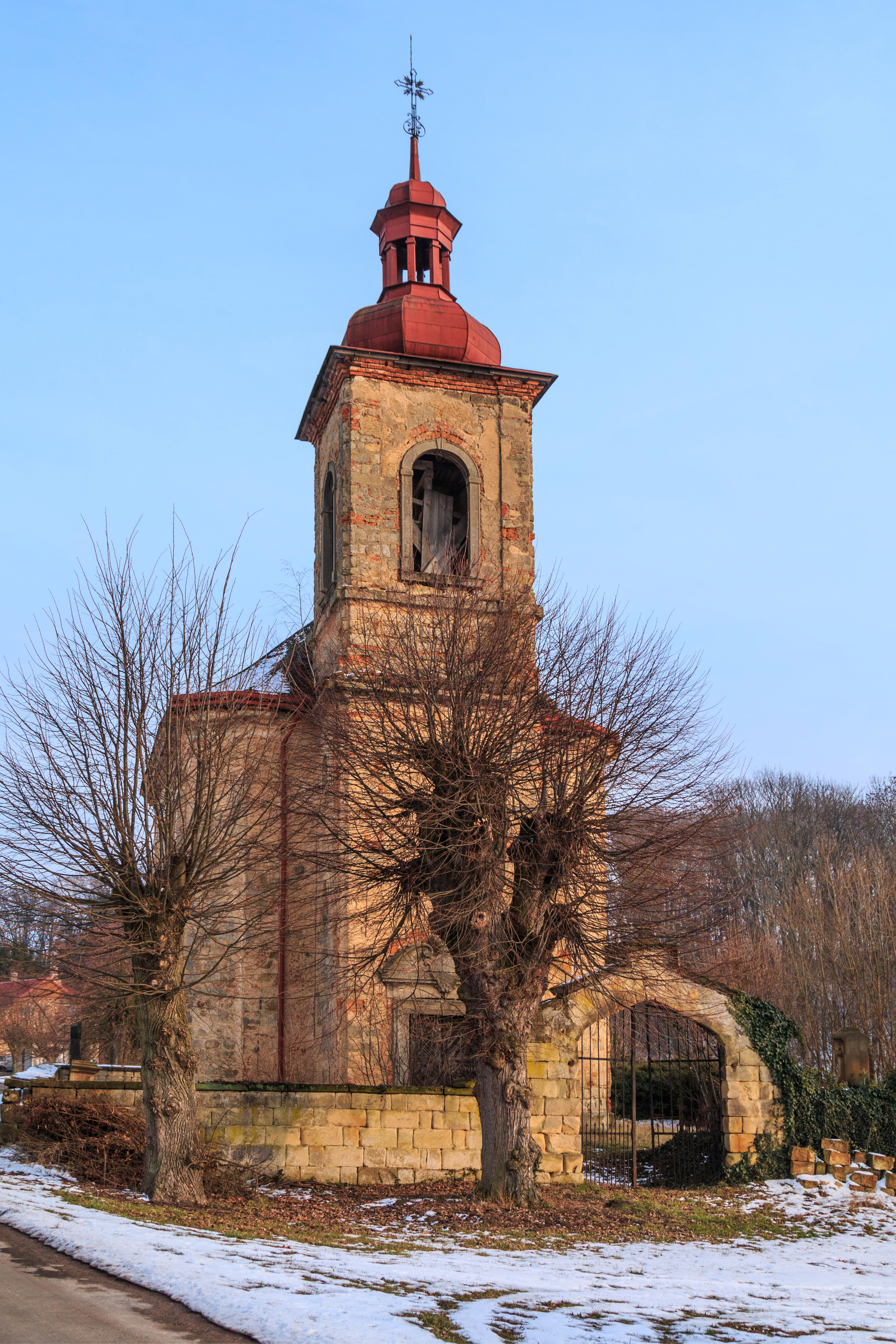
pohled na zchátralý kostel svatého Matouše v Dolanech
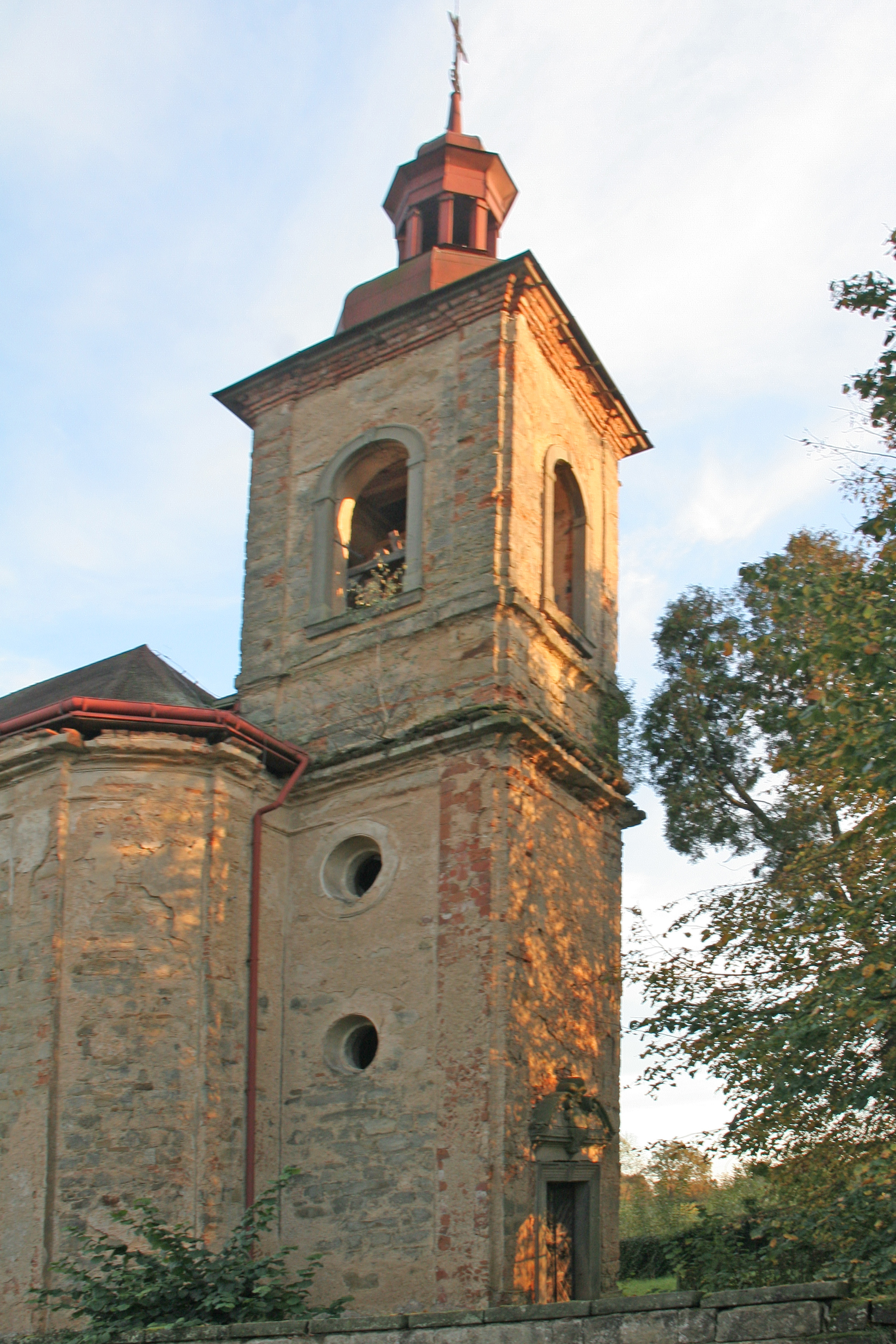
pohled na zchátralý kostel svatého Matouše v Dolanech
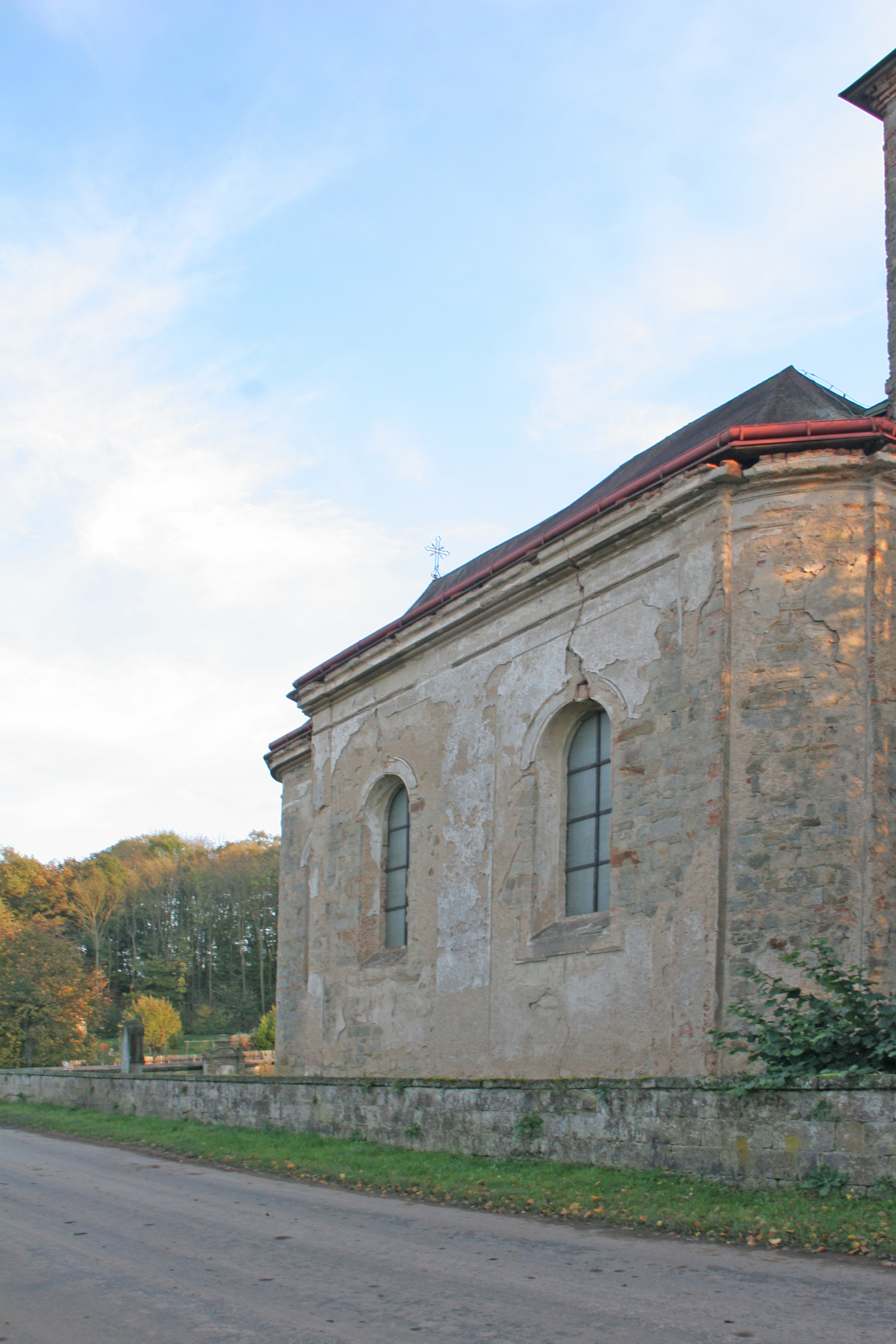
pohled na zchátralý kostel svatého Matouše v Dolanech
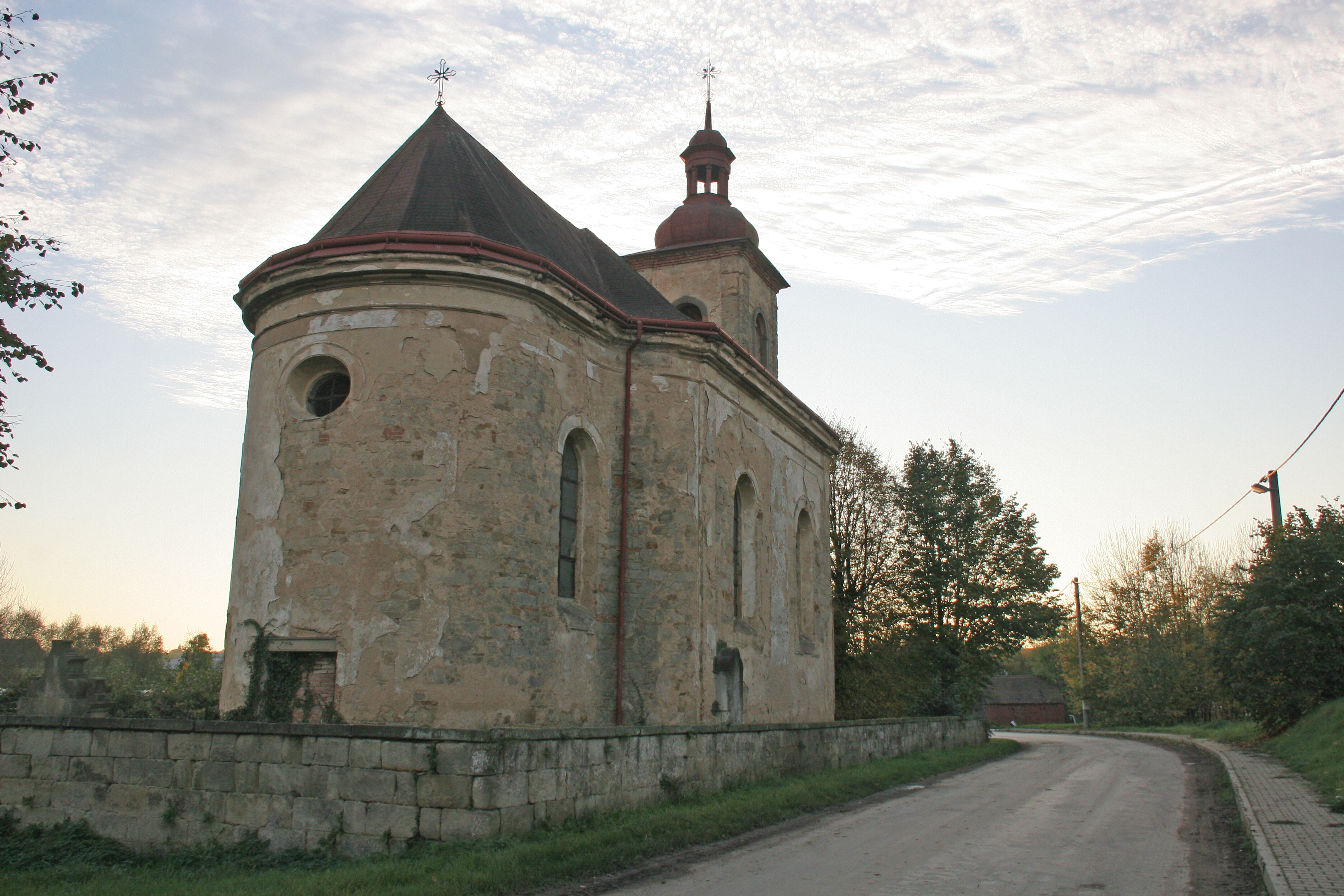
pohled na zchátralý kostel svatého Matouše v Dolanech